# 1,3-环氧丁烷
1,3-环氧丁烷是一种有机化合物，化学式为C4H8O。它可由4-溴-2-丁醇和四苯基甲氧基锑在1,2-二氯乙烷中加热反应制得。它和三甲基氰硅烷在二乙基氯化铝催化下反应，可以得到4-三甲基硅氧基戊腈。